# Кери Джеймс
Аликс Матурин (фр. Alix Mathurin; 28 декабря 1977, более известный как Кери Джеймс фр. Kery James) — французский рэпер, певец, автор песен, танцор, драматург, сценарист, актёр, филантроп и музыкальный продюсер из Орли, родившийся в Гваделупе у гаитянских родителей. До своей сольной карьеры он пел в группе «Idéal J», где был известен как Daddy Kery. Он также является участником французского хип-хоп и рэп-коллектива «Mafia K-1 Fry».

## Биография

### Личная жизнь
Кери Джеймс вместе  с семьёй перебрался в континентальную Францию в возрасте 7 лет. Его воспитывала мать в пригороде Парижа в городе Орли. Он начал в раннем возрасте читать рэп, танцевать и писать собственные тексты. Известный хип-хоп исполнитель MC Solaar заметил его, когда ему было всего 10 лет в пригородном жилом комплексе Парижа. Он описал обстановку как «место, где исламская вера была вездесущей», затем он добавил приставку Али к своему имени. После того, как он принял ислам было объявлено, что Джеймс является последователем Организации благотворительных исламских проектов, известной как Хабашиты.
СМИ окрестили его «рэпером, покаявшимся через ислам». Кери Джеймс знает об этом, он не отрицает эту историю. «Я предпочитаю быть тем, кто играет эту роль, а не кем-то другим. Множество молодых мусульман склонны быть нетерпимыми или экстремистами. Если я смогу открыть им глаза, это будет хорошо для них».

## Группа Idéal J
В возрасте около тринадцати лет он стал участником группы «Idéal Junior» (позже сокращенной до «Idéal J»). Там он был известен как Daddy Kery. «Idéal J» выпустили несколько синглов с откровенными названиями, такими как «Hardcore», «Pour une poignée de dollars» и первый альбом под названием Original MC's sur une mission. В 1992 году был выпущен их сингл «La vie est brutale», подающий большие надежды, хотя один из талантливых артистов, Alter MC (который в настоящее время известен как Jessy Money), быстро покинул группу. В последующие годы, пока коллега DJ Mehdi развивался как выдающийся продюсер, Kery много работал над написанием нового материала, его тексты отражали жизнь, которая включала в себя стычки с полицией, уличное соперничество и вездесущий страх смерти.
В 1996 году первый альбом группы под псевдонимом «Ideal J» привёл к тому, что группа стала известной и уважаемой среди лучших французских рэперов с такими известными синглами, как «Ghetto français», «Show business» и «Je veux du cash». Ideal J умножили свои появления на Maxis и в качестве приглашенных артистов, достигнув удивительной зрелости с синглом «J'désole mes parents», представленным на сборнике «Nouvelle donne». В 1999 году карьера Кери была временно приостановлена, когда его близкий друг детства Лас Монтана был застрелен. Кери нашёл убежище в религиозной вере и взял имя Али как символ своего полного обращения в ислам.

## Сольная карьера
В октябре 2001 года он выпустил свой сольный альбом «Si c'était à refaire», в который, среди прочего, вошли треки «28 décembre 1977», «Si c'était à refaire», «Soledad» и «Y'a pas d'couleur». Этот альбом очень личный и извлекает пользу из многочисленных совместных работ: Nubians, Salif Keita... Рэп находится под влиянием африканских, арабских, кубинских музыкальных влияний, не забывая об использовании ударных и оригинальных для этого музыкального стиля инструментов, таких как ксилофон. Он поёт о своих африканских корнях, но также и о проблемах общества, таких как деньги, насилие и моральные ценности. Этот альбом отражает удивительную зрелость Кери.
В 2004 году второй альбом Кери Джеймса «Ma vérité» продолжил подчеркивать социальные и политические воинственные послания, занимая позиции по таким темам, как война в Ираке и реалити-шоу. Однако, в то же время дуэты с очень популярными звездами, такими как Diam's, Мелани Жоргадес и Амель Бент, начали отдалять его от его андеграундного образа.
В марте 2008 года эта метаморфоза в сторону популярности мейнстрима была подчеркнута новым альбомом «À l'ombre du show business», заглавный трек которого был записан в сотрудничестве с легендарной французской звездой шансона Шарлем Азнавуром. Другие треки включали «Le combat continue part III», «Banlieusards» и «Vrai Peura». В первую неделю релиза альбом достиг третьего места во французских чартах с 24 459 проданными альбомами. Для музыкальных клипов этого альбома он работал с Люком Бессоном, Матье Кассовицем, J. G Biggs и Крисом Макари.